# Der Teufel mit den drei goldenen Haaren

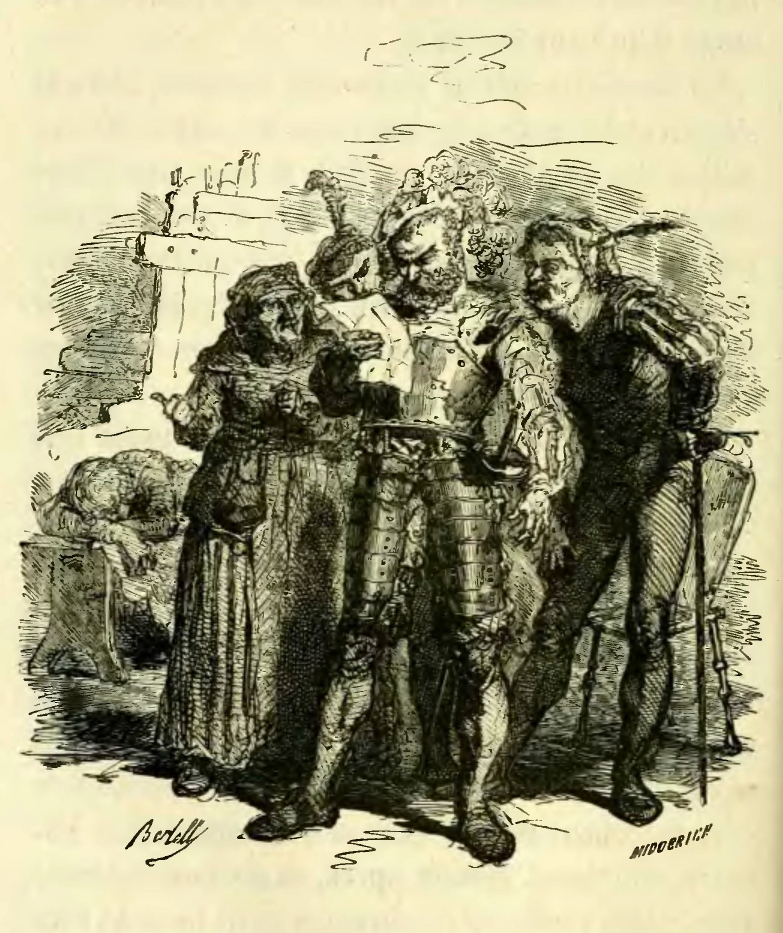
Illustration von Frédéric Baudry

Der Teufel mit den drei goldenen Haaren ist ein Märchen (ATU 930, 461). Es steht in den Kinder- und Hausmärchen der Brüder Grimm an Stelle 29 (KHM 29). In der 1. Auflage lautete der Titel Von dem Teufel mit drei goldenen Haaren. Das Märchen ist auch im estnischen, norwegischen, tschechischen, und slowakischen Sprachraum bekannt.

## Inhalt (ab der 2. Auflage)

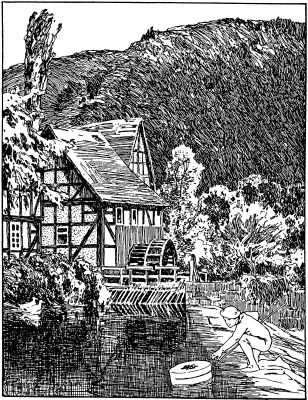
Illustration von Otto Ubbelohde, 1909

Eine arme Frau bringt einen Sohn mit Glückshaut zur Welt. Diese soll in seinem weiteren Leben dafür sorgen, dass alles, was er anfängt, sich zum Guten wenden wird. Des Weiteren wird ihm geweissagt, er werde im Alter von 14 Jahren die Königstochter heiraten.
Der König aber hat ein hartes Herz. Er kauft den armen Leuten ihr Kind ab, legt es in eine Schachtel und wirft diese ins Wasser. Sie geht jedoch nicht unter, sondern treibt zu einer Mühle, wo das Kind von den Müllersleuten aufgenommen und in Liebe aufgezogen wird. Als der König vierzehn Jahre später in die Mühle kommt und die Geschichte hört, schickt er den Jüngling mit einem Brief zur Königin mit dem Befehl, man solle ihn sofort töten. Auf dem Weg zur Königin übernachtet der junge Mann im Wald bei Räubern. Diese lesen den Brief, vertauschen aus Mitleid den Brief, so dass er mit der Königstochter vermählt wird. Doch der König fordert von ihm die drei goldenen Haare des Teufels.
Unterwegs zur Hölle fragen zwei Torwächter den Jüngling, warum ein Brunnen austrocknet, aus dem sonst Wein quoll, und warum ein Baum verdorrt, der sonst Goldäpfel trug, und ein Fährmann fragt, warum ihn keiner ablöst.
In der Hölle versteckt ihn des Teufels Ellermutter (niederdeutsch für Großmutter) als Ameise in ihren Rockfalten. Sie reißt dem schlafenden Teufel dreimal ein Haar aus und sagt, sie habe von dem Brunnen, dem Baum und dem Fährmann geträumt. Der Teufel erläutert der Großmutter jeweils, wie das Problem zu lösen ist. So erhält das Glückskind die Haare, gibt dem Fährmann des Teufels Rat weiter, dem nächsten die Ruderstange zu geben, und lässt die Kröte im Brunnen und die Maus in der Baumwurzel töten, wofür er je zwei Esel mit Gold bekommt.
Dem gierigen König sagt das Glückskind, das Gold liege wie Sand am anderen Ufer. Der König begibt sich aus Gier rasch dorthin, der Fährmann setzt ihn über und übergibt ihm danach die Stange, auf dass er nun zur Strafe fahren muss.

## Sprache und Textstruktur

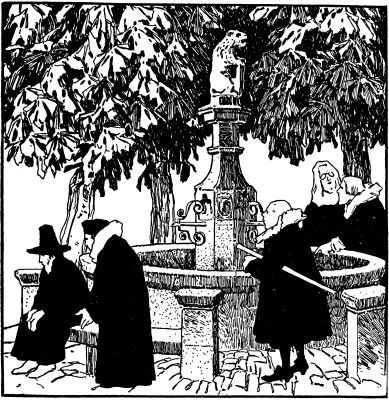
Illustration von Otto Ubbelohde, 1909

Der für Grimms Märchen vergleichsweise lange Text hat viele wörtliche Reden: „wo kommst du her und wo willst du hin?“ fragt die Räubermutter den Knaben, der findet: „Mag kommen, wer will“ (vgl. KHM 88, 114), „ich fürchte mich nicht“. Auch Teufels Mutter fürchtet: „so geht dirs an den Kragen“ (vgl. KHM 27, 44, 98, 171, 199). Den Teufel charakterisiert der Ausspruch „Ich rieche, rieche Menschenfleisch“ (vgl. KHM 25, 59, 75, 82a).
Der Text der 1. Auflage erzählt, wie der Geliebte der Prinzessin, ein furchtloser Holzhacker, die drei goldenen Haare holt und mit Soldaten und Wagen voll Gold zurückkommt. Erst die 2. Auflage stellt den drei übernatürlichen Aufgaben (AaTh 461) das Schicksalsmärchen von der übernatürlichen Herkunft (AaTh 930) voran. Der Besuch der Hölle bildet somit den Abschluss sowohl als vierte Gefährdung des Helden nach Geburt, Aussetzung und Räuberhaus als auch Auflösung der drei Aufgaben.

## Herkunft

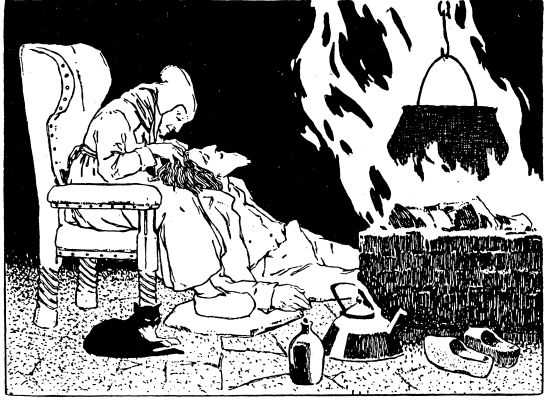
Illustration von Otto Ubbelohde, 1909

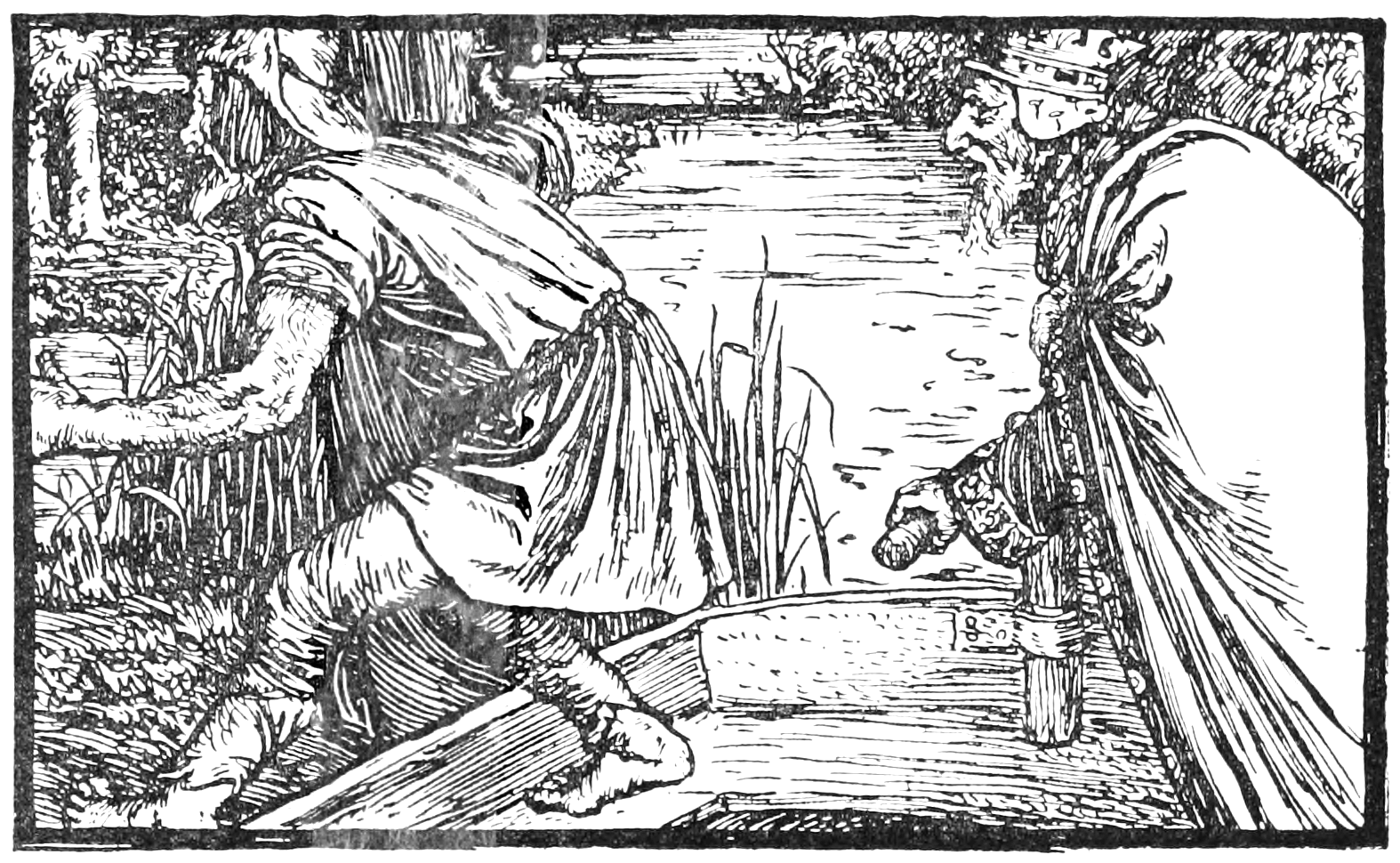
Illustration von Robert Anning Bell, 1912

Grimms Anmerkung vermerkt „Aus Zwehrn“ (von Dorothea Viehmann) und nennt eine unvollständigere „Erzählung aus den Maingegenden“, die in der 1. Auflage noch eigenständig als Vogel Phönix abgedruckt war (KHM 75a), und eine „aus Niederhessen“ (von Amalie Hassenpflug), die den Text der 1. Auflage lieferte (KHM 29a): Die Königstochter verliebt sich in einen Holzhacker vor ihrem Fenster. Er holt die Goldhaare, was vielen Königssöhnen misslang, beantwortet, warum ein Marktbrunnen austrocknet und ein Feigenbaum verdorrt (vgl. Jes 36,16 , Mt 21,19 ), und erhält zwei Regimenter, die den König zum Worthalten zwingen. Sie nennen noch KHM 165 Der Vogel Greif; Büschings Volksmärchen Nr. 59; Wolfs Hausmärchen S. 184: Die fünf Fragen; Meier Nr. 73: Die drei Federn des Drachen und 79: Die Reise zum Vogel Strauß; Pröhles Märchen für die Jugend Nr. 8: Von der Stadt Sedelfia und dem Vogel Fabian; Zingerle S. 69 Die Drachenfedern (mündlich aus dem Zillertal); schwedisch in Afzelius’ Volkssagen 2, S. 161–167; norwegisch bei Asbjörnsen Nr. 5; wendisch (sorbisch) bei Haupt und Schmaler Nr. 17; ungarisch bei Mailath Nr. 8: Die Brüder; mongolisch im Gesser Chan S. 142; zur Einleitung Grimms Deutsche Sagen Nr. 486 und Gesta Romanorum Nr. 2; Pentameron 4, 3. Bei Saxo Grammaticus, 8. Buch reist Thorkill zur Hölle Utgard und reißt dem Utgardsloke ein feuriges Haar aus. In Island bewahrt man die Glückshaut versteckt auf, der Geist darin begleitet das Kind lebenslang. In Belgien sagt man Helm dazu und schließt von der Farbe auf das Glück („Del Rio disquisitt. magicae 4, 2. 9. 7“); Edda Sämundar „2, 653 Anmerk.“. Des Teufels Mutter, Großmutter oder des Riesen Töchter helfen gern dem Fremden, wie in Hans und die Bohnenranke.
Amalie Hassenpflugs Text der 1. Auflage entfiel wohl, da die Brüder Grimm französischen Einfluss zu sehen vermeinten. Trotzdem nutzten sie ab der 2. Auflage neben Dorothea Viehmanns Text stillschweigend auch Kebal aus der Bibliothèque universelle des romans (1777). Einzelheiten der Höllenszene verblieben aber nach Hassenpflugs hier sehr lebendiger Fassung.
Die Brüder Grimm besaßen einen tschechischen Roman von 1794, der die Struktur des ersten Märchenteils mit Todesbrief besitzt. Die erste deutsche Fassung des unstandesgemäßen Freiers mit unlösbaren Aufgaben und Haaren vom Dämon ist Johann Gustav Gottlieb Büschings Märchen vom Popanz, 1812. Das Haar ist Hans-Jörg Uther zufolge seit alters Sitz der Weisheit und Kraft von Dämonen. Vgl. den biblischen Simson (Ri 13,11 ), zum ausgesetzten Kind Ex 1,22 , Mt 2,3 , zum Urias-Brief 2 Sam 11,15 .
Ältester literarischer Vorläufer des ersten Teils ist die Herkunftssage des iberischen Königs Habis, nach Junianus Justinus: Der uneheliche Königsenkel überlebt alle Verfolgungen des Großvaters und wächst, gesäugt von einer Hirschkuh, im Rudel auf (ähnlich wie Kyros, Romulus und Remus, die von einer Hündin bzw. Wölfin genährt werden). Der Todesbrief kommt zuerst in einem buddhistischen Text über Bodhisattva vor. Der zweite Teil ähnelt einem Keilschriftbruchstück aus Ninive (7. Jahrhundert v. Chr.): Izdubar besucht seinen Ahn jenseits des Weltmeeres, er wird von einem Fährmann übergesetzt, es ist von einem wunderbaren Baum, einem versiegten Brunnen, einem Mädchen im Schloss die Rede. Besonders ähnlich sind noch die Kinder der Parizade (AaTh 707), Geh ich weiß nicht wohin, hol ich weiß nicht was (AaTh 465a), Marko der Reiche und Vasilij Ohnglück aus Aleksandr Afanas’evs Sammlung.

## Versionen
Das Märchen ist auch in Estland bekannt, wo eine entsprechende Version von Jakob Hurt 1892 in Tarvastu von Jaan Viira aufgezeichnet wurde. Diese bekam im Deutschen den Titel Drei Haare vom Kopf des Teufels. In Estland sind sechs Varianten des Typs AT 930 + 461 bekannt. In einer Westfriesischen Version aus der Sammlung von Dam Jaarsma muss ein menschenfressender Riese aufgesucht werden. Diese Version, die dem Typ AaTh 461 zuzuordnen ist, wurde 1977 nach der Erzählerin Anna Postma-Bies aus Bergum aufgezeichnet und erhielt im Deutschen den Titel Die drei goldenen Haare.
Eine Roma-Version aus Transsilvanien, Rumänien, die im Deutschen den Titel Die drei goldenen Haare des Sonnenkönigs trägt, veröffentlichte Heinrich von Wlislocki in seinem Werk Märchen und Sagen der transsilvanischen Zigeuner (Berlin 1886, Nr. 10). Ebenfalls ähnlich ist Karel Jaromír Erbens tschechische Version, die erstmals 1859 im Almanach Máj veröffentlicht wurde und im Deutschen die Titel Die drei goldenen Haare von Vater Allwissend und Die drei goldenen Haare von Großvater Allwissend bzw. Die drei goldenen Haare von Grossvater Allwissend erhielt.

### Versionen mit Vogel-Motiv
In Ernst Heinrich Meiers mündlich aus Bühl überlieferten Märchen Die Reise zum Vogel Strauß aus dem Werk Deutsche Volksmärchen aus Schwaben (Stuttgart 1852, Nr. 79) ist es der Vogel Strauß, zu dem der, durch die vertauschten Briefe, unerwünscht angeheiratete Schwiegersohn eines Grafen geschickt wird, und der, statt diesen zu zerreißen und aufzufressen, die Fragen beantwortet, die der Reisende vorbringt. Ein gleiches Märchen wurde als Von der Stadt Sedelfia und dem Vogel Fabian in Heinrich Pröhles Märchen für die Jugend (Halle 1854, Nr. 8) abgedruckt. Eine weitere ähnliche Version, in der der Vogel die Federn freiwillig übergibt, findet sich in dem österreichischen Märchen Vom Vogel Fenus, das von der Waberl-Basl in Untergalla (Alsógalla) im ungarischen Schildgebirge stammt und von Elli Zenker-Starzacher veröffentlicht wurde. Eine Schweizer Version aus Ems im Turtmanntal im Kanton Wallis, die den Titel Der Vogel Strauß trägt, wurde in Johannes Jegerlehners Sagen und Märchen aus dem Oberwallis (Basel 1913, Nr. 79, S. 62–65) abgedruckt und erschien zudem, ohne Quellenangabe, in Hanns Bächtolds Schweizer Märchen (Basel 1916, S. 62–65).
Varianten, in denen einem Drachen drei Federn gerupft werden müssen, finden sich in Meiers Nr. 73: Die drei Federn des Drachen, in Die Drachenfedern aus dem Werk Kinder- und Hausmärchen aus Süddeutschland (Regensburg 1854) von Ignaz und Josef Zingerle und in Der reiche Peter Krämer aus Peter Christen Asbjørnsens und Jørgen Engebretsen Moes Norwegische Volksmärchen (Berlin 1908). In letzterem Märchen versucht der reiche Peter Krämer mehrmals dem Sohn eines armen Müllers den Tod zu bringen, da ihm Sterngucker sagten, dass dieser einmal seine Tochter heiraten werde. Durch vertauschte Briefe findet die Hochzeit trotzdem statt, woraufhin der reiche Peter Krämer seinen Schwiegersohn zu dem Drachen mit den drei Federn schickt. Der Text wurde von Asbjørnsen in Röken aufgezeichnet und trägt im Deutschen auch den Titel Der reiche Per Krämer. Antti Aarne hat über das Märchen die Studie Der reiche Mann und sein Schwiegersohn (Helsinki 1920) geschrieben. Reidar Th. Christiansens Werk Norske Eventyr. En systematisk fortegnelse efter trykte og utrykte kilder (Kristiania 1921) verzeichnet etwa 25 Varianten.

## Vergleiche

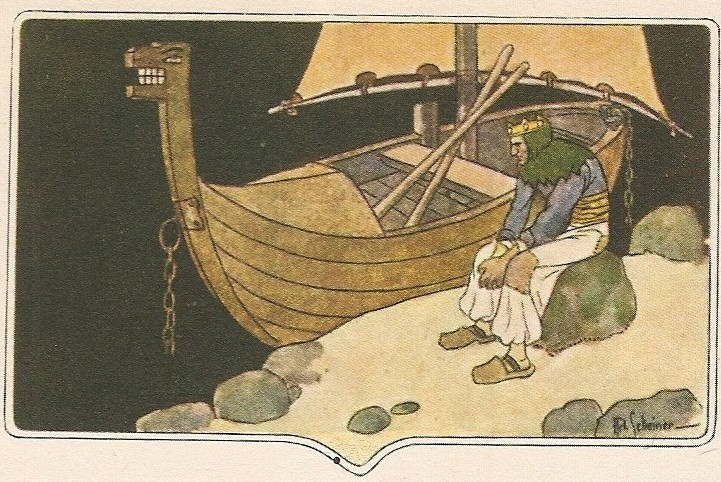
Illustration von Artuš Scheiner, 1925–1926

Sehr ähnlich sind KHM 125 Der Teufel und seine Großmutter, KHM 165 Der Vogel Greif, KHM 75a Vogel Phönix.
- Kind im Wasser ausgesetzt: KHM 92 Der König vom goldenen Berg, KHM 96 De drei Vügelkens, KHM 70a Der Okerlo, KHM 75a Vogel Phönix
- Licht und Haus im Wald: KHM 127 Der Eisenofen, KHM 163 Der gläserne Sarg, KHM 169 Das Waldhaus
- Räuberhaus: KHM 22 Das Rätsel, KHM 40 Der Räuberbräutigam, KHM 46 Fitchers Vogel, KHM 120 Die drei Handwerksburschen, KHM 125 Der Teufel und seine Großmutter, KHM 165 Der Vogel Greif, KHM 199 Der Stiefel von Büffelleder, KHM 59a Prinz Schwan, KHM 43a Die wunderliche Gasterei, KHM 70a Der Okerlo, KHM 73a Das Mordschloß
- Briefe vertauscht: KHM 31 Das Mädchen ohne Hände, KHM 75a Vogel Phönix

Das Motiv des vertauschten Briefes, der statt den Tod die Hochzeit mit der Königstochter bringt, findet sich auch in der Hamlet-Tradition. In Shakespeares „Hamlet“ verhört Claudius Hamlet und schickt ihn unvermittelt zusammen mit Rosenkranz und Güldenstern nach England. Diesen gibt er einen Brief mit, der den König von England ersucht, Hamlet unmittelbar bei der Ankunft hinzurichten. Bei seiner Schiffsreise nach England begegnet Hamlet Piraten. Rosenkranz und Güldenstern werden aufgrund des von Hamlet gefälschten königlichen Schreibens in England an seiner statt hingerichtet. In der Historiae Danicae, einer möglichen Quelle von Shakespeares „Hamlet“, ist die Ähnlichkeit des Motivs noch deutlicher: Feng schickt Amleth in Begleitung nach England, zusammen mit einem Brief, der den englischen König bittet, Amleth hinzurichten. Amleth ersetzt seinen Namen durch den der Begleiter und fügt den Zusatz hinzu, dass er mit der Tochter des englischen Königs verheiratet wird.
- Goldäpfel: KHM 57 Der goldene Vogel, KHM 130 Einäuglein, Zweiäuglein und Dreiäuglein
- Kröte: KHM 13, 63, 105, 107a, 127, 135, 145, 165, 181
- Fluss und Fährmann: Styx und Charon, Gilgamesch-Epos (Tafel X)

Vgl. in Giambattista Basiles Pentameron II,2 Verde Prato, IV,6 Die drei Kronen, IV,8 Die sieben Täublein, V,9 Die drei Zitronen. Vgl. Das winzige, winzige Männlein in Ludwig Bechsteins Neues deutsches Märchenbuch, Die fünf Fragen, Der Jüngling im Feuer und die drei goldenen Federn in Johann Wilhelm Wolfs Deutsche Hausmärchen, zum Aushorchen des Teufels Die Prinzessin auf dem Baum in Ulrich Jahns Volksmärchen aus Pommern und Rügen, Nr. 3.

## Interpretation
Nach tiefenpsychologischer Deutung Hedwig von Beits bedeutet der König wie immer die Einstellung, die bisher das Bewusstsein dominiert. Er fürchtet die Verdrängung, die symbolisch der Tötung gleichkommt, durch den armen, aber von einer Gottheit angesprochenen Findling. Das neue Leben durch vergessene seelische Kraft wird durch die Anima vermittelt, indem das erst unscheinbare Heldenkind die übliche Bedrohung durch Aussetzung übersteht (s. C.G. Jung Göttliches Kind: Moses usw.). Die Schachtel im Fluss wiederholt die Glückshaut im Fruchtwasser, die Nachtmeerfahrt erinnert an ein Totenschiff und die Wiedergeburt des Sonnenlaufs aus dem Meer. Die Mühle als Symbol des wirklichkeitsverarbeitenden Schicksalsablaufs wird sein Adoptivzuhause, wie beim Brauch der Scheinadoption, der ausdrückt, dass der Mensch eigentlich Kind zweier Welten ist. Die Räuber im Wald sind eine Vorstufe von Teufel und Ellermutter, führen dank letzterer (vgl. Gilgamesch) auch schnell zur Königstochter (Anima), aber nicht auf Dauer, weil die Auseinandersetzung mit dem Chthonischen (Erdverbundenen) noch nicht stattgefunden hat (vgl. das dänische Märchen Der Gesundheitsbaum, Nr. 13). Die drei goldenen Haare vom Kopf bedeuten Erkenntnis und spiegeln die himmlische Dreiheit auch in ihrer rot-goldenen Farbe, die wie das Gold sowohl Feuer als auch Licht bedeutet (vgl. Prometheus’ Feuerraub). Besitz der Haare eines Feindes wandelt ihn zum Helfer (s. Lévy-Bruhl Seele der Primitiven, S. 253; vgl. Die drei Jäger, Russland Nr. 18). Sie stehen oft mit Frage und Antwort in Zusammenhang (Bolte-Polivka). Erkenntnis ermöglicht Leben durch Aufheben von Gegensätzen. Mit der Hölle hat der Held nach Geburt, Aussetzung und Räubern viermal Gefahr vom Unbewussten überstanden und sie ist gleichzeitig vierte Station der Höllenfahrt des zweiten Textteils. Der Fährmann (vgl. Charon) verkörpert Wirkung und Leiden des Bösen in einem. Das Hin und Her drückt eine ungelöste Gegensatzproblematik aus (vgl. Sisyphos, Danaiden), vermittelt als Schatten zwischen Ich und Unbewusstem (profaner und magischer Welt), was jetzt der König als empirisches Ich übernimmt.
Verena Kast diagnostiziert einen positiven Narzissmus als Folge der einem solchen Kind entgegengebrachten Zuversicht. Dies weckt auch Neid, bis sich das Neue bewährt hat und genutzt wird. Das Glück fällt ihm zu, durch längere Leiden wächst erst das Bewusstsein dafür. Brunnen, Baum, Kröte und Maus sind mütterlich-erdhafte Symbole, die vom herrschenden Bewusstsein verdrängt und daher negativ werden (Brunnen als eingefasste Quelle), der Wein deutet dionysische Lebensfreude und Inspiration an (zu Dionysos passt auch der Esel). Auch Heinz-Peter Röhr nimmt das Märchen als Parabel für Lebensglück ohne Überanpassung. Der Psychiater Wolfdietrich Siegmund findet die verzweifelte Gehemmtheit in endogener Depression gut dargestellt in dem Baum, der keine Früchte trägt, dem Brunnen, der nicht fließt und dem Fährmann, der nicht abgelöst wird.

## Parodien

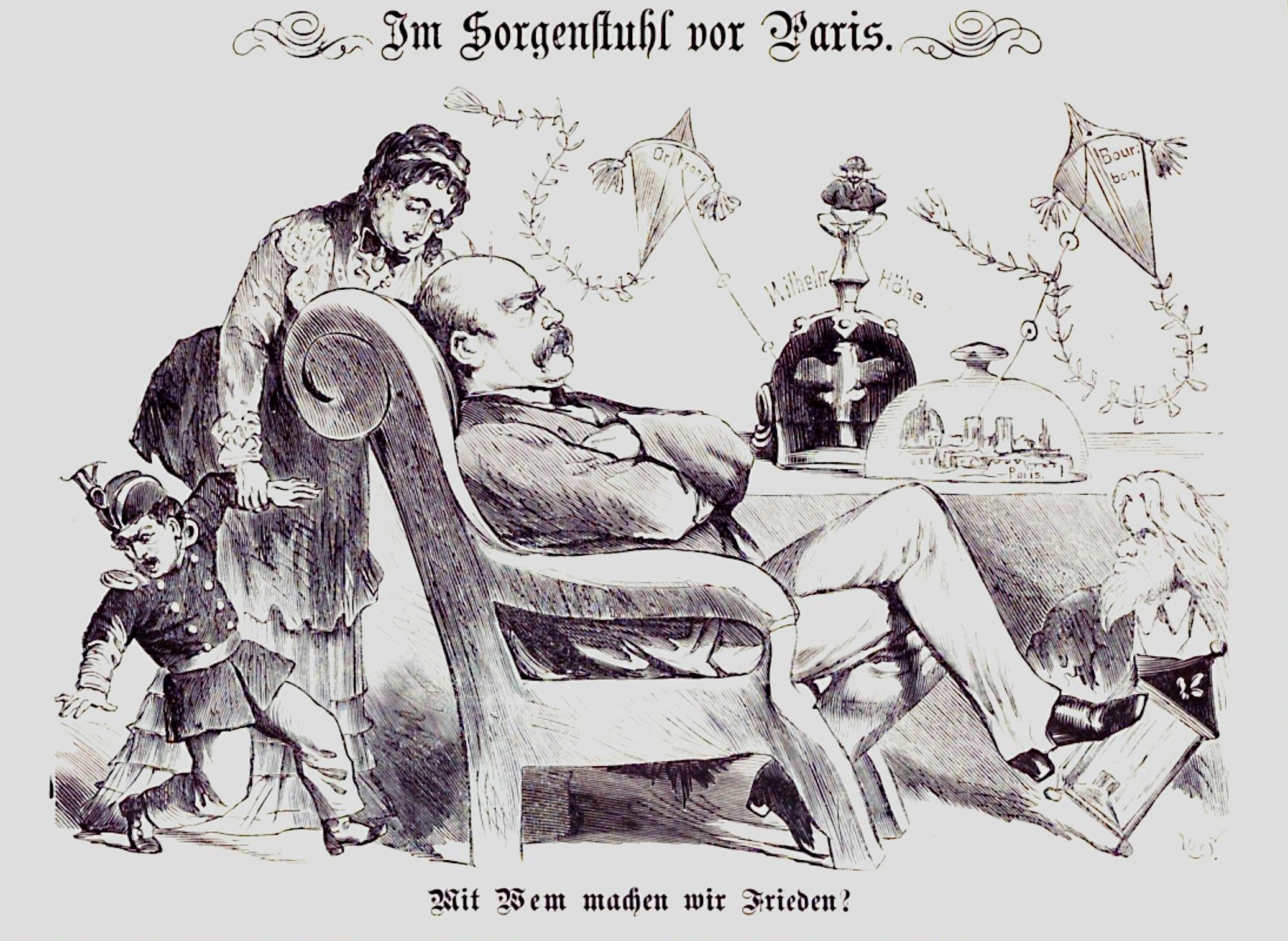
Bismarck-Karikatur im Kladderadatsch mit drei Haaren, 1870

In Janoschs Parodie kreiert der Holzhacker beim Friseur eine Zottelfrisur, erfährt dort, dass es keinen Teufel gibt, und bringt dem Schwiegerpapa drei goldgefärbte Haare.
Kerstin Hensels Hausmärchen lässt anklingen: „Und wie‘s zur Welt kam war‘s ein Mädchen / Und hatte keine Glückshaut um …“
Der deutsche Politiker Otto von Bismarck wurde aufgrund seiner überkämmten Glatze häufig mit Glatze und drei Haaren karikiert, insbesondere in der Satirezeitschrift Kladderadatsch. Er wurde damit unter anderem als Pfau und als Saturn dargestellt. Die satirische Darstellung spielt auf die Redewendung aus dem Märchen an.

## Bühnenstücke

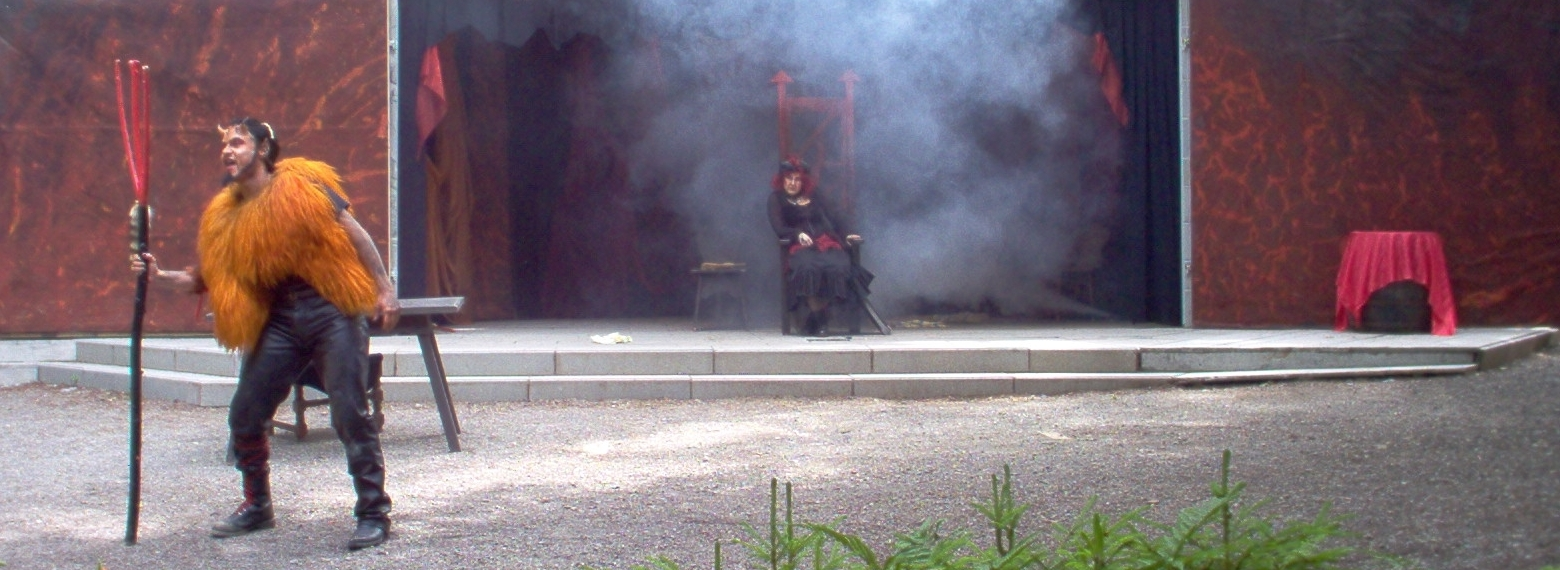
Der Teufel und seine Großmutter – Szenenfoto Waldbühne Sigmaringendorf, 2008

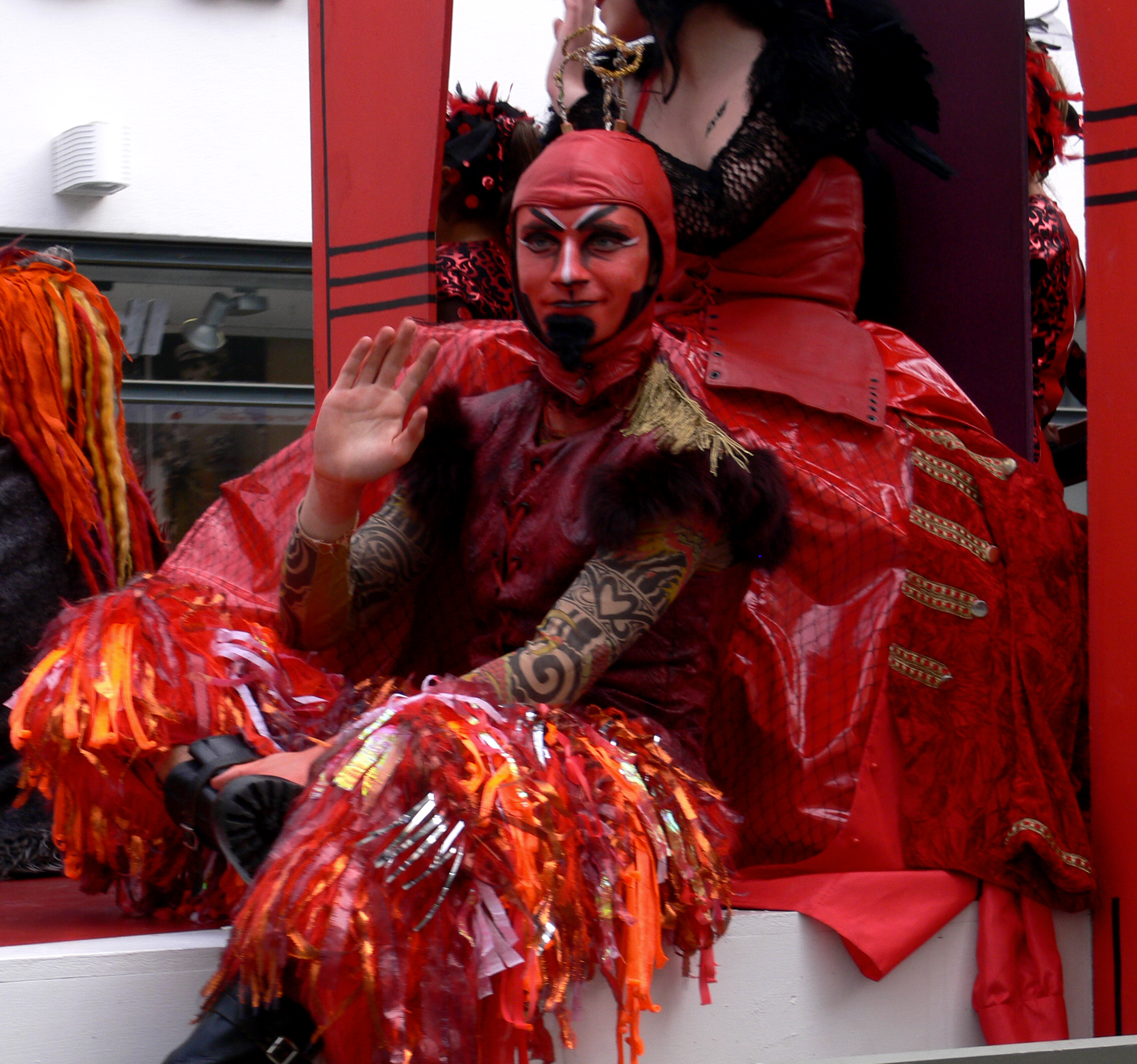
Der Teufel mit den drei goldenen Haaren beim Rutentheater Ravensburg, 2010

- An allem ist Hütchen schuld! (1917), Oper von Siegfried Wagner.
- Der Teufel mit den drei goldenen Haaren (vor 1961), Inszenierung der Radebeuler Puppenspiele von Carl Schröder.
- Der Teufel mit den drei goldenen Haaren (1980), Hörspiel von Katrin Lange (Rundfunk der DDR).
- Der Teufel mit den drei goldenen Haaren (1986), eine Bearbeitung für Freilichtbühnen von Gerold Rebholz und Friedrich-Wilhelm Mielke.
- Vom Teufel mit den drei Goldenen Haaren (1995), Oper für Kinder, Matthias Schlothfeld, Wolfgang Hufschmidt, Dieter Süverkrüp, Ben Süverkrüp.
- Vom Teufel mit den drei goldenen Haaren. Erzähltheater-Stück, von F. K. Waechter, gespielt von Verena Reichhardt. In: F. K. Waechter: Erzähltheater. Verlag der Autoren, Frankfurt am Main 1997.
- Das Teufelsbrünnlein (ohne Jahresangabe, wohl aber nach 2000), Inszenierung der Piccolo Puppenspiele von Gerd J. Pohl.
- Der Teufel mit den drei goldenen Haaren (2008, Premiere: 18. Juni 2008), J. G. Herder & G. C. Lichtenberg.
- Der Teufel mit den drei goldenen Haaren liegt der gleichnamigen Kinderoper zu Grunde, die der Komponist Stefan Johannes Hanke 2011/12 im Auftrag der Staatsoper Hannover schrieb. Das Libretto stammt von Dorothea Hartmann. Die rund einstündige Oper ist bei Schott Music erschienen.

## Verfilmungen
- 1955: Der Teufel mit den drei goldenen Haaren, BR Deutschland, Spielfilm mit Hans Cossy und Alexander Golling.
- 1964: Der Teufel mit den drei goldenen Haaren, DDR, DEFA-Handpuppenfilm von Carl Schröder.
- 1977: Wer reißt denn gleich vor’m Teufel aus, DDR, DEFA-Märchenfilm.
- 1981: Die drei goldenen Haare des Sonnenkönigs (Julienka a slinko Kral), ČSSR, der Spielfilm hält sich dicht an das Märchen, aber die bedrohliche Macht geht nicht vom Teufel aus, sondern ist eine unerforschte Macht des Sonnenkönigs.
- 1987: Die Pfauenfeder, ČSSR, Märchenfilm mit Eva Vejmělková als Prinzessin – die tschechische Fassung ist dem Stoff des Märchens sehr ähnlich, aber die Geheimnisse müssen einem dunklen und mächtigen Sonnenvogel abgerungen werden – der zerstörende Aspekt wird durch das Motiv eines neidischen Bruders ergänzt.
- 1999: SimsalaGrimm, deutsche Zeichentrickserie, Staffel 1, Folge 5: Der Teufel mit den drei goldenen Haaren.
- 2009: Der Teufel mit den drei goldenen Haaren, Deutschland, Märchenfilm aus der ZDF-Reihe Märchenperlen mit Hans-Günther Bücking und Bettina Janis.
- 2013: Der Teufel mit den drei goldenen Haaren, Deutschland, Märchenfilm der 6. Staffel aus der ARD-Reihe Sechs auf einen Streich.

## Hörspiele
- 1962: Der Teufel mit den drei goldenen Haaren, Regie: Lothar Schluck, Produktion: Südwestfunk
- 1970: Der Teufel mit den drei goldenen Haaren, Regie: Konrad Halver, Produktion: Europa[33]
- 1972: Der Teufel mit den drei goldenen Haaren, Regie: Kurt Vethake, Produktion: Maritim[34]
- 1979: Der Teufel mit den drei goldenen Haaren, Regie: Hartmut Kirste, Produktion: Südwestfunk[35]
- 1980: Der Teufel mit den drei goldenen Haaren, Regie: Maritta Hübner, Produktion: Rundfunk der DDR
- 1984: Der Teufel mit den drei goldenen Haaren, Regie: Maritta Hübner, Produktion: Litera